# Tibouchina incarum
Tibouchina incarum är en tvåhjärtbladig växtart som beskrevs av Henry Allan Gleason. Tibouchina incarum ingår i släktet Tibouchina och familjen Melastomataceae. Inga underarter finns listade i Catalogue of Life.